# Заслужений працівник фізичної культури і спорту України
Заслужений працівник фізичної культури і спорту України  — державна нагорода України — почесне звання України, яке надається Президентом України відповідно до Закону України «Про державні нагороди України». Згідно з Положенням про почесні звання України від 29 червня 2001 року, це звання присвоюється:
|  | фахівцям і організаторам фізкультурно-спортивного руху, видатним ученим, тренерам, викладачам фізкультурно-оздоровчих та спортивних навчальних закладів та іншим працівникам фізичної культури і спорту, спортсменам за досягнення високих результатів у міжнародних спортивних змаганнях, вагомі заслуги в підготовці національних спортивних кадрів |

Особи, яких представляють до присвоєння почесного звання «Заслужений працівник фізичної культури і спорту України», повинні мати вищу або професійно-технічну освіту.
В радянський час (до 1991 р.) звання називалося — «Заслужений працівник фізичної культури УРСР».
Особи, яким присвоєно почесне звання «Заслужений працівник фізичної культури і спорту України», мають право на надбавку до пенсії (лише з моменту звернення з цього приводу до місцевих органів Пенсійного фонду України).